# Frederick Ouseley
Pour les articles homonymes, voir Ouseley.
Sir Frederick Arthur Gore Ouseley, 2e baronnet, né le 12 août 1825 et mort le 6 avril 1889, est un compositeur, organiste, musicologue et prêtre britannique.

## Biographie
Ouseley naît à Londres, fils de Sir Gore Ouseley, et manifeste une extraordinaire précocité en musique puisqu'il compose un opéra, (L'Isola disabitata) à l'âge de huit ans. En 1844, devenu lui-même baronnet, il entre à la Christ Church dont il est diplômé en 1846 et 1849. Il est ordonné prêtre cette dernière année et, en tant que curé de St. Paul's Church, Knightsbridge (en), sert la paroisse de St. Barnabas dans Pimlico, quartier de la Cité de Westminster au centre de Londres, jusqu'en 1851.
Toute sa vie, il éprouve un conflit social entre son héritage aristocratique et son intérêt pour l'interprétation de la musique de l'église anglicane, activité considérée alors indigne de quelqu'un de son statut. En 1850 il réussit l'examen de musique B. à l'université d'Oxford et quatre ans plus tard celui de musique D. avec pour exercice un oratorio intitulé The Martyrdom of St Polycarp. Il est professeur Heather de musique à Oxford de 1855 à 1889. En 1856, Ouseley fonde et dote de ses propres fonds le St Michael's College (en) à la périphérie de Tenbury Wells, école de chœurs destinés à servir de modèle pour la musique de l'église anglicane. Il est également premier directeur de l'école.
Les œuvres d'Ouseley, peu connues aujourd'hui, comprennent un second oratorio, Hagar (Hereford, 1873), un grand nombre de services et d'antiennes, cantates, de la musique de chambre, des pièces pour orgue et des chansons. Parmi ses traités pédagogiques relatifs à l'harmonie, le contrepoint, la fugue et la composition musicale figurent Harmony (1868), Counterpoint (1869) et Musical Form (1875).
Il ajoute également quelques chapitres sur la musique anglaise dans la traduction en anglais de l'Histoire de la musique d'Emil Naumann (de), le sujet étant pratiquement ignoré dans le traité original allemand.
Ouseley meurt à Hereford où il est precentor à la cathédrale de Hereford depuis 1855. Son élève le plus connu est probablement Sir John Stainer.

## Œuvres

### Chorales
- Cantiques :
  - All the kings of the earth
  - And there was a pure river of Water of life
  - And there was a war in heaven
  - Ascribe ye greatness
  - Awake, thou that sleepest
  - Behold, how good and joyful
  - Behold now, praise the Lord
  - Be merciful unto me
  - Blessed be the Lord God of Israel
  - Blessed be Thou
  - Blessed is he whose unrighteousness
  - Blessed is the man
  - Christ is risen from the dead
  - Except the Lord build the house
  - From the rising of the sun
  - Give thanks, O Israel
  - Great is the Lord
  - Happy is the man
  - Haste Thee, O God
  - How goodly are the tents
  - Is it nothing to you
  - Jerusalem on high
  - O Saviour of the world
- Services
  - Evening Service en si bémol
  - Evening Service en mi bémol
- Divers
  - Gloria en ré
  - Te Deum en ré
  - Te Deum en fa
- Airs pour cantiques 
  - Contemplation (When all thy mercies, O my God)
  - Hereford (When wounded sore the stricken heart)
  - Bewdley (Children of the heavenly King)